# St. Marien (Worth)

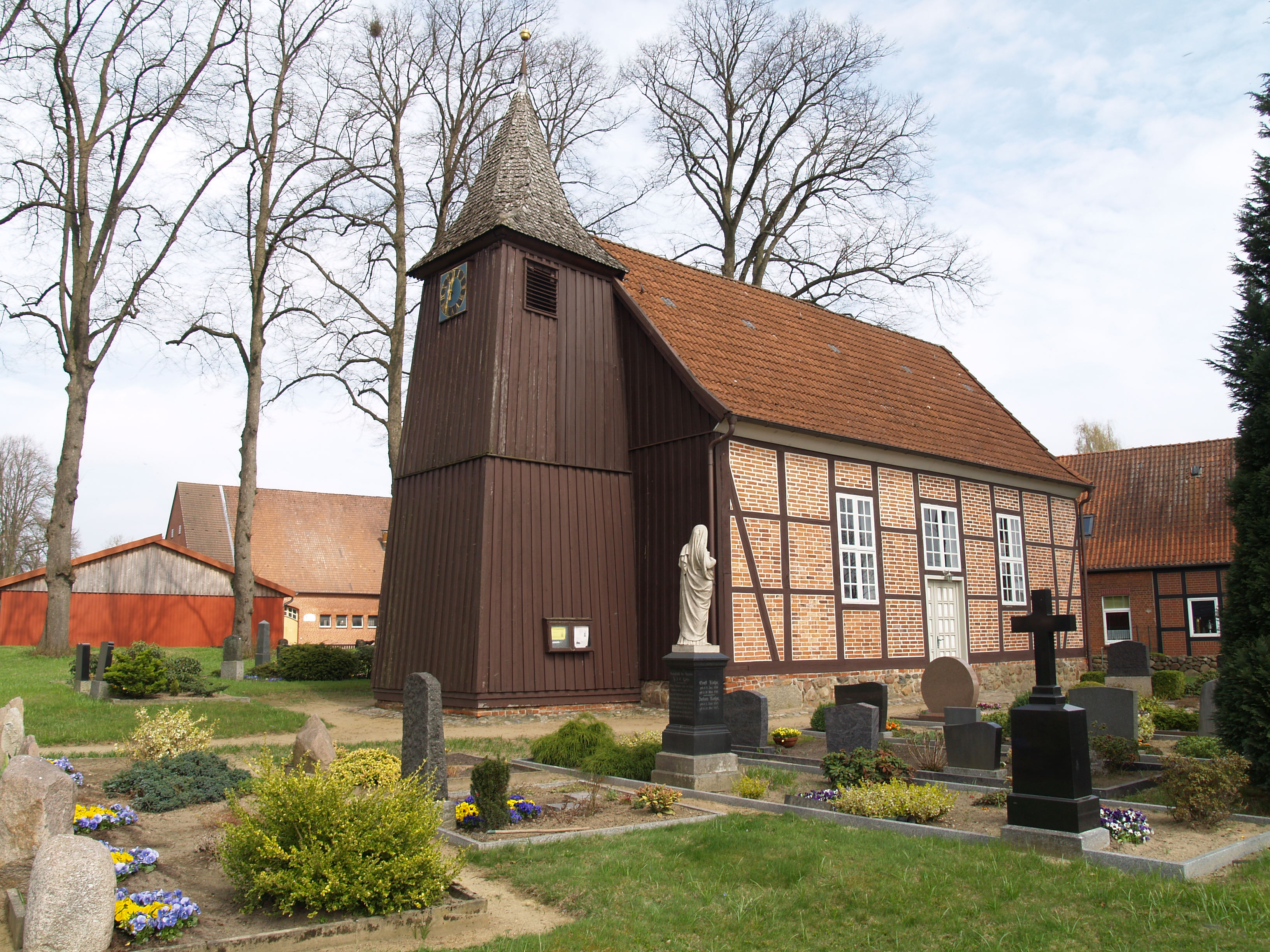
St. Marien in Worth

Die Kirche  St. Marien ist ein geschütztes Kulturdenkmal mit der Objekt-ID 3932 im Denkmalschutzgesetz in Worth, einer Gemeinde im Kreis Herzogtum Lauenburg in Schleswig-Holstein. Die Kirchengemeinde gehört zum Kirchenkreis Lübeck-Lauenburg der Evangelisch-Lutherischen Kirche in Norddeutschland.

## Beschreibung
Die Fachwerkkirche wurde 1793 anstelle einer baufälligen Vorgängerkirche erbaut. Sie besteht aus einem Langhaus, das im Osten dreiseitig abgeschlossen ist, und einem  1824 angebauten hölzernen, sich nach oben verjüngenden Glockenstapel mit schindelgedecktem, achtseitigem Helm im Westen. Der Glockenstapel enthält die Turmuhr und den Glockenstuhl. 
Der Innenraum ist mit einer Flachdecke überspannt. Die Orgel wurde 1953 von der E. F. Walcker & Cie. gebaut.